# Thors besøg hos Hymer
Thors besøg hos Hymer er en fortælling fra den nordiske mytologi.
Engang for længe siden før Loke fik sin straf, var det således, at aserne ofte skulle til gilde hos Ægir, men han havde ikke en kedel stor nok til fremstillingen af den mængde mjød, som helt sikkert ville blive drukket under gildet. Kun én havde en sådan kedel – jætten Hymer. Så Thor og Tyr besluttede sig for at få fat i den. 
Hymer var ikke specielt begejstret for besøget, men bød alligevel indenfor, som traditionen foreskrev. Han slagtede tre tyre til aftensmaden og Thor åd alene de to, hvilket fornærmede Hymer. Han lod Thor vide, at skulle han spise så meget, måtte han hjælpe til med føden, og de tog sammen på fisketur den følgende morgen.

## Fisketuren
Thor spurgte Hymer, hvor han kunne finde noget madding, og Hymer pegede om bag gården og sagde, at der måtte han kunne finde noget og regnede med, at Thor ville grave efter orm. Thor brækkede i stedet hovedet af tyren Himinhrjod til Hymers store ærgrelse.
De steg da om bord i Hymers båd, men uanset hvor langt de kom ud, ville Thor lidt længere, og til sidst kom de helt ud i verdenshavet, hvor Midgårdsormen bor. Thor lod tyrehovedet synke til bunds, og ikke længe efter havde han ormen på krogen. I samme øjeblik som Thor kastede Mjølner, skar Hymer snoren over i rædsel, og vandet skærmede for hammerens slag. Thor blev rasende, men sagde intet, og lod Hymer ro ind igen. 

## Hymers krus
Her fortærede de de to hvaler, som Hymer havde fanget på udsejlingen, og efter måltidet udfordrede Hymer Thor til en styrkeprøve. Thor skulle smadre Hymers krus. En opgave som tilsyneladende var let nok, men kruset var ikke helt almindeligt. Thor smadrede den ene søjle efter den anden i Hymers sal ved at kaste kruset imod dem, men kruset holdt.
Det lykkedes først, da Tyrs moder (Hymers hustru) pegede på jætten og sagde "prøv det på Hymers pandeskal – den er stærkere end hans bæger". Thor kastede da kruset af al sin kraft mod Hymers pandeskal og kruset gik i stykker. 
Hymer beklagede tabet af sit bæger, men erkendte sit nederlag og lod Thor og Tyr gå med kedlen. Tyr kunne ikke rokke det, men Thor tog det over hovedet og gik. På vej tilbage mod Ægirs gård opdagede de, at de blev forfulgt af en hel horde jætter med Hymer i spidsen. Thor stillede hurtigt kedlen, greb Mjølner og pandede samtlige jætter til jorden.
Således gik det til, at aserne fik deres kedel, så de kunne holde gilde i Ægirs sal.
Denne fortælling findes i Hymerskvadet i den ældre Edda. I Gylfaginning findes en kortere version, hvor jætten hedder Ymer og ryger overbord, da Thor stikker ham en øretæve.